# Giorgio Cicogna
Giorgio Cicogna (Venezia, 19 marzo 1899 – Torino, 3 agosto 1932) è stato uno scrittore e inventore italiano.

## Biografia
Nacque a Venezia il 19 marzo 1899 dall'antica famiglia veneziana dei Cicogna che annoverò fra i suoi antenati anche Pasquale Cicogna, Doge di Venezia.
Prestò servizio per la durata di 16 anni presso la Marina Italiana e fu in questo periodo che sviluppò la sua doppia vocazione umanistico-scientifica.
In qualità di scrittore, le sue opere più importanti sono le raccolte poetiche Prefazione, A poppavia del jack (1924), Canti per i nostri giorni (1931) e la raccolta di racconti di fantascienza I ciechi e le stelle (1931). Le ultime due opere furono quelle che riscossero il maggior successo di critica.
In qualità di scienziato, Cicogna inventò l'idrofono, uno strumento utile all'individuazione dei sottomarini, e un nuovo segnalatore di rotta nella nebbia per il quale fu premiato dal CNR (Consiglio Nazionale delle Ricerche).
Morì il 3 agosto 1932 a Torino a causa di un'esplosione verificatasi mentre stava lavorando alla costruzione di un motore a reazione.